# Distretto di Cəbrayıl
Il distretto di Cəbrayıl (in azero: Cəbrayıl rayon) è un distretto dell'Azerbaigian. Il distretto, dal 1993 è stato per buona parte sotto l'occupazione del Nagorno-Karabakh fino al 2020. Ha come capoluogo la città di Cəbrayıl.